# Femtofotografi
Femtofotografi beskriver fotografi med biljontals bildrutor per sekund. Detta utfördes för första gången av en forskargrupp från MIT Media Lab (vid Massachusetts Institute of Technology) ledd av Ramesh Raskar. Forskargruppen filmade med sin femtokamera ljusets rörelse i slow motion när det åker genom en Coca-cola-flaska. I filmen blir det synligt hur ljusets sprids genom objektet och hur det reflekteras och refrakteras. De lyckades även avbilda ett objekt bakom ett hörn genom att analysera hur ljuset studsade från objektet till en synlig yta och vidare in i kameran.